# Liste des évêques de Sulmona-Valva
Cette liste recense les noms des évêques qui se sont succédé sur le siège du diocèse de Sulmona-Valva.

## Évêques de Sulmona-Valva
- Geronzio (mentionné en 492/496)
- Palladio (mentionné en 499)
- Fortunato (mentionné en 502)
- Saint Pamphile (682-700)
- Gradesco (?)
- Vedeperto (mentionné en 772)
- Ravenno (mentionné en 810)
- Arnolfo (853-861)
- Opitarmo (mentionné en 840)
- Grimoaldo (968-983)
- Teodolfo (mentionné en 1015)
- Transarico (mentionné en 1030)
- Suavillo (mentionné en 1049)
- Domenico, O.S.B (1053-1073)
- Trasmondo, O.S.B (1074-1080)
- Giovanni Ier (mentionné en 1092)
- Giovanni II, O.S.B (1095-1097)
- Giovanni III (mentionné en 1102)
- Gualterio (1104-1124)
- Dodone (1138- ?)
  - Giraldo (1140 ou 1143-1145), évêque élu
- Siginolfo (1146-1168)
  - Siège vacant (1168-1172)
- Odorisio di Raiano (1172-1193)
  - P. (1194), évêque élu
- Guglielmo (1194-1206)
  - T. (1206), évêque élu
- Oddone (1206-1224)
  - Berardo di Pescina (1226-1227), évêque élu
- Nicola (1227-1234)
- Giacomo Ier, O.Cist (mentionné en 1236)
  - Gualtiero di Ocra (1247-1248), évêque élu
  - Giacomo di Sulmona, O.F.M (mentionné en 1251), évêque élu
- Giacomo II, O.P (1252-1263)
- Giacomo d'Orvieto, O.P (1263-1273)
- Egidio di Liegi, O.F.M (1279-1290)
- Guglielmo, O.S.B (1291- ?)
  - Pietro de L'Aquila, O.S.B (1294-1294), évêque élu
- Federico Raimondo de Letto (1295-1307)
- Landolfo Ier (1307-1319)
- Andrea Capograssi (1319-1330)
- Pietro di Anversa, O.F.M (1330-1333)
- Nicolò Di Pietro Rainaldi (1333-1343)
- Francesco di Sangro (1343-1348)
- Landolfo II (1348-1349)
- Francesco de Silanis, O.F.M (1350- ?)
- Martino de Martinis (1368- ?)
  - Roberto de Illice (1379-1382), antiévêque nommé archevêque de Salerne
- Paolo de Letto (1379- ?)
  - Nicola de Cervario, O.F.M (1382-1397), antiévêque nommé évêque de Digne
- Bartolomeo Gaspare (1384- ?)
- Bartolomeo Petrini (1402-1419)
- Lotto Sardi (1420-1427), nommé évêque de Spolète
- Benedetto Guidalotti (1427-1427), nommé évêque de Teramo
- Bartolomeo Vinci (1427-1442)
- Francesco de Oliveto, O.S.B (1443-1447), nommé évêque de Rapolla
- Pietro d'Aristotile (1447-1448)
- Donato Bottino, O.E.S.A (1448-1463)
- Bartolomeo Scala, O.P (1463-1491)
- Giovanni Melini Gagliardi (1491-1499)
- Giovanni Acuti (1499-1512)
  - Andrea della Valle (1512-1512), administrateur apostolique
- Prospero de Rusticis (1512-1514)
- Giovanni Battista Cavicchio (1514-1519)
  - Andrea della Valle (1519-1521), administrateur apostolique pour la deuxième fois
  - Alessandro Farnese (1521-1521), administrateur apostolique
- Cristoforo de los Rios (1521-1523)
- Orazio della Valle (1523-1528)
- Francesco di Lerma (1528- ?)
- Bernardo Cavalieri delle Milizie (1529-1532)
- Bernardino Fumarelli (1532-1547)
- Pompeo Zambeccari (1547-1571)
- Vincenzo Donzelli, O.P (1571-1585)
- Francesco Caruso, O.F.M.Conv (1585-1593)
- Cesare Del Pezzo (1593-1621)
- Francesco Cavalieri (1621-1637)
- Francesco Boccapaduli (1638-1647), nommé évêque de Città di Castello
- Alessandro Masi (1647-1648)
- Francesco Carducci (1649-1654)
- Gregorio Carducci (1655-1701)
- Bonaventura Martinelli (1701-1715)
- Francesco Onofrio Odierna (1717-1727)
- Matteo Odierna, O.S.B.Oliv (1727-1735)
  - Siège vacant (1735-1738)
- Pietro Antonio Corsignani (1738-1751)
- Carlo De Ciocchis (1752-1762)
- Filippo Paini (1762-1799)
  - Siège vacant (1799-1818)
- Felice Tiberi, C.O (1818-1829)
- Giuseppe Maria Deletto (1829-1839)
- Mario Giuseppe Mirone (1840-1853), nommé évêque du diocèse de Noto
- Giovanni Sabatini (1853-1861)
  - Siège vacant (1861-1871)
- Tobia Patroni (1871-1906)
- Nicola Jezzoni (1906-1936)
- Luciano Marcante (1937-1972)
- Francesco Amadio (1972-1980), nommé évêque de Rieti
- Salvatore Delogu (1981-1985)
- Giuseppe Di Falco (25 mars 1985 - 3 avril 2007), retiré
- Angelo Spina (3 avril 2007 - 14 juillet 2017), nommé archevêque d'Ancône-Osimo
- Michele Fusco (depuis le 30 novembre 2017)

## Sources
- Le diocèse de Sulmona-Valva sur catholic-hierarchy